# Micromyzus diervillae
Micromyzus diervillae är en insektsart. Micromyzus diervillae ingår i släktet Micromyzus och familjen långrörsbladlöss. Inga underarter finns listade i Catalogue of Life.